# Jordan Henriquez
Anthony Jordan Luis Henriquez-Roberts (Baldwin, 29 agosto 1989) è un ex cestista statunitense.

## Palmarès
- NBDL All-Rookie Third Team (2014)